# DCF
Design rule for Camera File system (DCF) és una especificació de JEITA (número CP-3461) que defineix un format de fitxers i un sistema de fitxers per a càmeres digitals. Aquesta inclou l'estructura del directori, el mètode d'anomenar els fitxers, el joc de caràcters i el format de les metadades. Actualment és un estàndard de facto a la indústria de les càmeres digitals. El format de fitxer està basat en el format EXIF especificació 2.2.
Segons aquesta especificació, el directori arrel en una càmera digital conté un directori DCIM (Digital Camera Images - Imatges de Càmera Digital) que conté possiblement múltiples subdirectoris amb noms com ara "123ABCDE", i cap d'ells pot tenir el mateix codi de tres dígits. Els caràcters de l'alfabet sovint fan referència al fabricant de l'equip. Cada imatge té un nom com "ABCD1234", on 1234 és el número de la imatge.